# Tankavaarat
Tankavaarat är kullar i Finland. De ligger i Sodankylä kommun i landskapet Lappland, i den norra delen av landet, 900 km norr om huvudstaden Helsingfors.